# Moskauer Durchmesserlinien

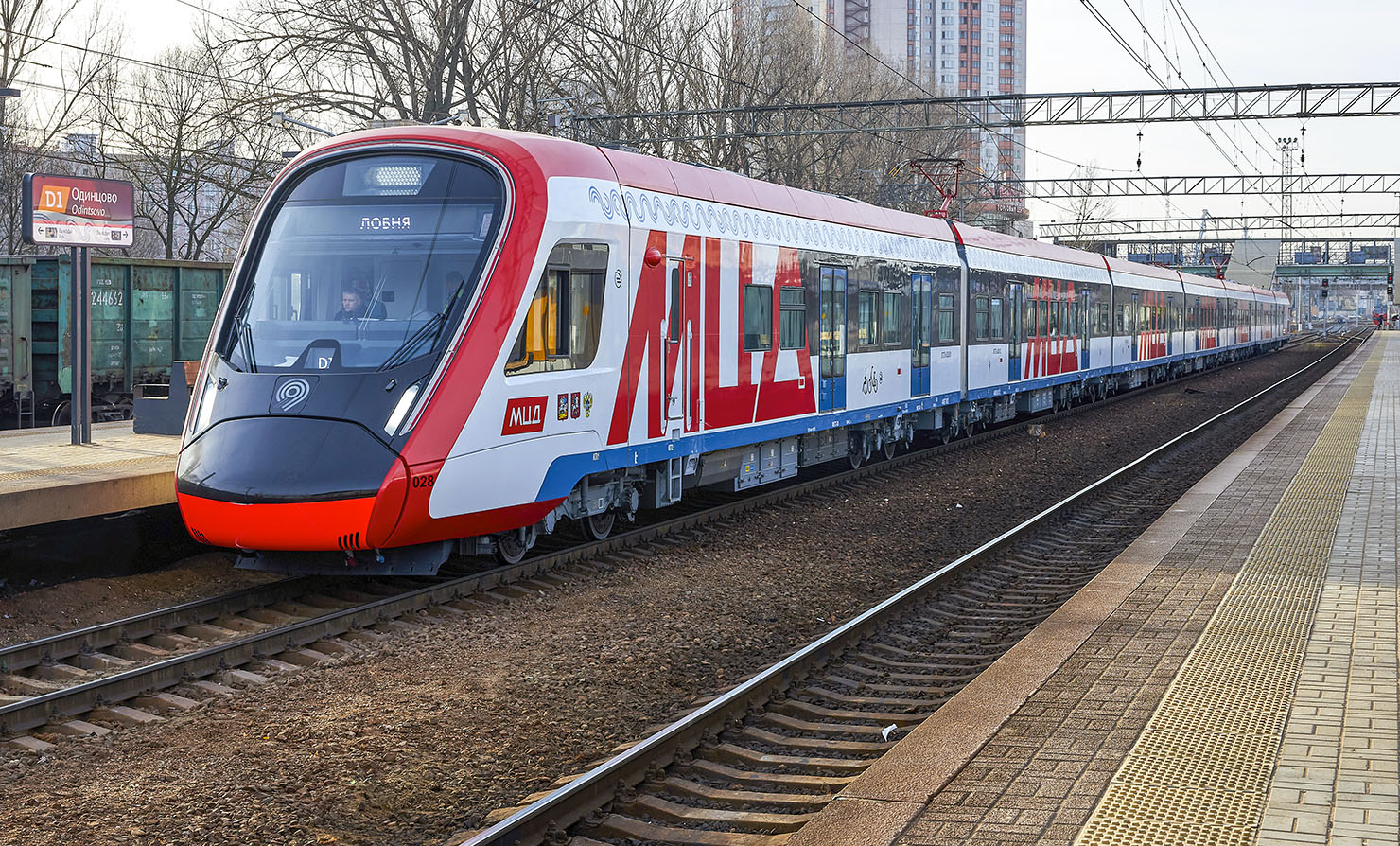
Zug der МЦД im Endbahnhof der Linie 1, Odinzowo

Linienplan

Die Moskauer Durchmesserlinien (russisch: Московские центральные диаметры (МЦД) / Moskowskije zentralnyje diametry, Moscow Central Diameters – MCD) sind ein S-Bahn-Netz des ÖPNV in Moskau und seinem Umland. Es handelt sich um Eisenbahnen, die auf Gleisen mit 1520-mm-Spur verkehren.

## Geschichte
Die ersten beiden Durchmesserlinien, MCD 1 und MCD 2 wurden am 21. November 2019 durch den russischen Präsidenten Wladimir Putin eröffnet.

## Planung
Geplant sind insgesamt fünf Durchmesserlinien. Neben den beiden 2019 eröffneten Linien sind drei weitere in Bau und Planung. Für das gesamte Projekt angestrebt sind der Aus- und teilweise Neubau von 160 km Bahnstrecken, 200 km Oberleitungen, sieben Brücken und Tunneln, 21 Fußgänger Über- oder Unterführungen und 39 Bahnsteigen.

## Verkehr
Die beiden 2019 eröffneten Linien nutzen weitestgehend bereits vorhandene Eisenbahninfrastruktur. Auf diesen Verbindungen verkehrten vor der Eröffnung der Durchmesserlinien bereits Züge des Nahverkehrs.
Alle Linien kreuzen jeweils auf beiden Seiten den Kleinen Moskauer Eisenbahnring, auf dem eine S-Bahn als Ringbahn verkehrt (Московское центральное кольцо, Moskowskoje zentralnoje kolzo – МЦК / MZK), und die Große Ringlinie der Metro Moskau (Linie 11 A). Mit der Metro Moskau sind 19 Umsteigebahnhöfe geplant, langfristig sollen es 27 werden.
Linien
| No.       | Name                    | Eröffnung         | Länge (km) | Anzahl der Stationen | Geplante Reisende Mio./Jahr |
| --------- | ----------------------- | ----------------- | ---------- | -------------------- | --------------------------- |
|           | Belorussko-Sawjelowskij | 21. November 2019 | 52         | 28                   | 42.9                        |
|           | Kursko-Rischski         | 21. November 2019 | 80         | 38                   | 48.6                        |
|           | Leningradsko-Kasanski   | 17. August 2023   | 85         | 39                   | 46.8                        |
|           | Kiewsko-Gorkowski       | 9. September 2023 | 86         | 36                   | ?                           |
|           | Jaroslawsko-Pawelezki   | 2028              | 89         | 39                   | ?                           |
| Insgesamt | Insgesamt               | Insgesamt         | 392        | 179                  |                             |

## Tarif
Die Fahrpreise sind von der Entfernung abhängig. Es gibt drei Tarifzonen. Mit der Metro Moskau besteht ein Tarifverbund.